# Deuterostomia
Deuterostomia is een superstam binnen de Eumetazoa, de hoofdlijn van het dierenrijk. Het belangrijkste onderscheidend kenmerk van deze diergroep ten opzichte van andere soorten is dat bij de ontwikkeling uit het embryo zich een spijsverteringkanaal met twee openingen vormt. In een embryo van Deuterostomia wordt de eerste opening de anus, de tweede de mond. Bij de Protostomia is dit precies andersom. Andere dieren hebben ofwel één opening of geen expliciet spijsverteringskanaal.
Drie grote clades binnen de Deuterostomia zijn de chordadieren (met de gewervelden en manteldieren), de stekelhuidigen (met zeesterren, zee-egels en zeekomkommers) en kraagdragers of Hemichordata. Alle deuterostomen hebben een coeloom dat zich ontwikkelt binnen het mesoderm. Het zenuwstelsel ligt aan de rugzijde.

## Taxonomie
- Stam Chordadieren (Chordata)
- Stam Hemichordata
- Stam Stekelhuidigen (Echinodermata)
- Stam Xenoturbellida
- Stam Vetulicolia (†)

Vroeger werden hier ook de Chaetognatha (pijlwormen) bijgerekend, maar genetisch onderzoek heeft uitgewezen dat ze bij de Protostomia horen.
| Stamboom van de dieren binnen de Unikonta - Supergroep Unikonta - Rijk Amoebozoa - Opisthokonta - Rijk Fungi (schimmels) - Rijk Animalia (dieren) - Choanozoa (Choanoflagellata) - Metazoa - Onderrijk Parazoa (sponsachtigen) - Stam Porifera (sponsdieren) - Stam Placozoa (plakdiertjes) - Radiata (dieren met een radiale symmetrie) - Stam Cnidaria (neteldieren) - Stam Ctenophora (ribkwallen) - Bilateria - Stam Xenacoelomorpha - Onderstam Acoelomorpha - Onderstam Xenoturbellida - Nephrozoa - Protostomata (oermondigen) - Chaetognatha (pijlwormen) - - Ecdysozoa (o.a. geleedpotigen en rondwormen) - Lophotrochozoa - Deuterostomia - Ambulacraria - Stam Hemichordata (kraagdragers) - Stam Echinodermata (stekelhuidigen) - Stam Chordata (chordadieren) - Onderstam Cephalochordata (schedellozen) - Onderstam Tunicata (manteldieren) - Onderstam Vertebrata (gewervelden) |